# Maison Souquet
La Maison Souquet est un hôtel cinq étoiles de la Collection Maisons Particulières, situé rue de Bruxelles à Paris, aux abords de Montmartre. Il s'inspire des maisons de plaisirs de Montmartre.

## Histoire
De 1871 à 1880, l'hôtel abrite une école communale de jeunes filles, l'École Paulin[réf. souhaitée].
Madame Souquet crée en 1905 une maison de plaisirs discrète et raffinée s'inscrivant parfaitement dans les mœurs et l’esthétique parisiennes de cette époque. À partir de 1907, la Maison Souquet laisse place à un hôtel populaire.
En 2013, Maisons Particulières achète l’hôtel et lance un programme de rénovation qui dure deux ans[réf. souhaitée], afin de créer un hôtel 5 étoiles. À son ouverture, la Maison s'associe au Musée d'Orsay pour son exposition Splendeurs et misères. Images de la prostitution, 1850-1910,. Cette collaboration a également permis la publication d'un ouvrage Splendeurs & misères aux éditions Flammarion. 

## Décor
Jacques Garcia reprend le décor des maisons closes pour créer l'ambiance de l'hôtel. Tous les éléments décoratifs présentés à la Maison Souquet datent de la fin du XIXe siècle ou du début du XXe siècle,[source insuffisante].

### Salons
La Maison Souquet se compose d'une succession de salons, reprenant la configuration originale des maisons de plaisirs. 3 salons le composent : le salon des 1001 nuits, le salon des Petits Bonheurs et le Jardin d'Hiver[source insuffisante].
Le salon des 1001 nuits portait le nom de « salon de discussion » ou « salon de sociabilité ». Ce premier salon était alors réservé aux hommes. Grands argentiers, capitaines d’industrie et politiques s’y retrouvaient dans un format de club privé pour parler du monde et des affaires. Ce salon était à l’origine dans un hôtel particulier au cœur de Bruxelles. Il s’agit d’une commande faite par un riche aristocrate belge[Qui ?] pour reproduire dans son hôtel particulier un décor digne des plus grands palais mauresques du XIXe siècle. Ce décor a été achevé en 1895. Il est composé d’émaux précieux, de bois polychromes à rehauts d’or, et orné de cuir de Cordoue. Ce salon a nécessité d'être réadapté aux dimensions de la Maison.
Le salon des Petits Bonheurs servait de « salon de présentation ». Courtisanes et clients s’y retrouvaient avant de se rendre dans une des chambres de la maison. Rebaptisé salon des Petits Bonheurs, il se compose d'un bar caché, d'une bibliothèque, de jeux de société, d'une cheminée monumentale et de boiseries héritées de la fin du XIXe siècle,.
Le jardin d’hiver était autrefois prénommé le « salon d'après ». Il laisse place au Jardin d'hiver de la Maison Souquet et termine ainsi cette enfilade de petits salons[réf. souhaitée].
Le salon d’Eau est orné d’une voûte céleste dont les étoiles et autres constellations sont rehaussées à la feuille d'or. Il comprend un bassin de nage de 10 mètres, un hammam et une salle de soins.

### Chambres
L'hôtel comporte 14 chambres, 6 suites et 2 appartements[source insuffisante]. Les décors s’inspirent d’une palette de styles tels que : Napoléon III, Indien, Chinois, Japonais, Empire et XVIIIe siècle français,,. Chaque chambre porte le nom de courtisane célèbre, tel que La Castiglione, La Païva, Liane de Pougy et La Belle Otero. Les chambres sont tissées du fil de plus de 120 références telle que la Manufacture Prelle[pas clair].

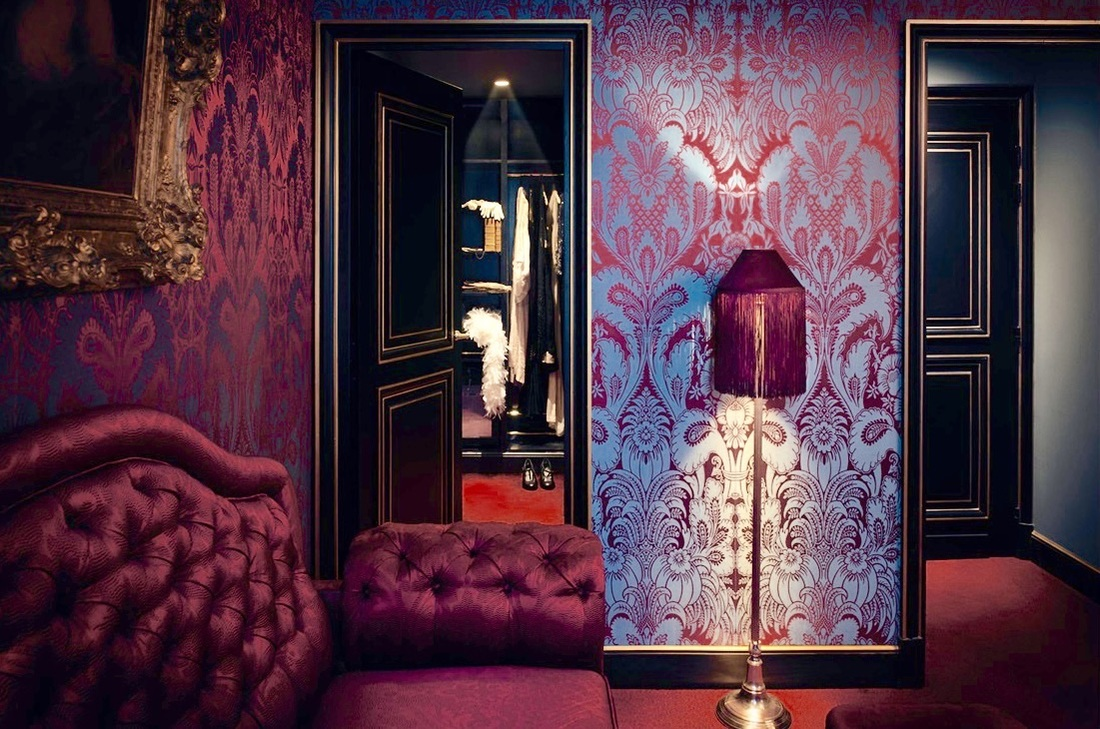
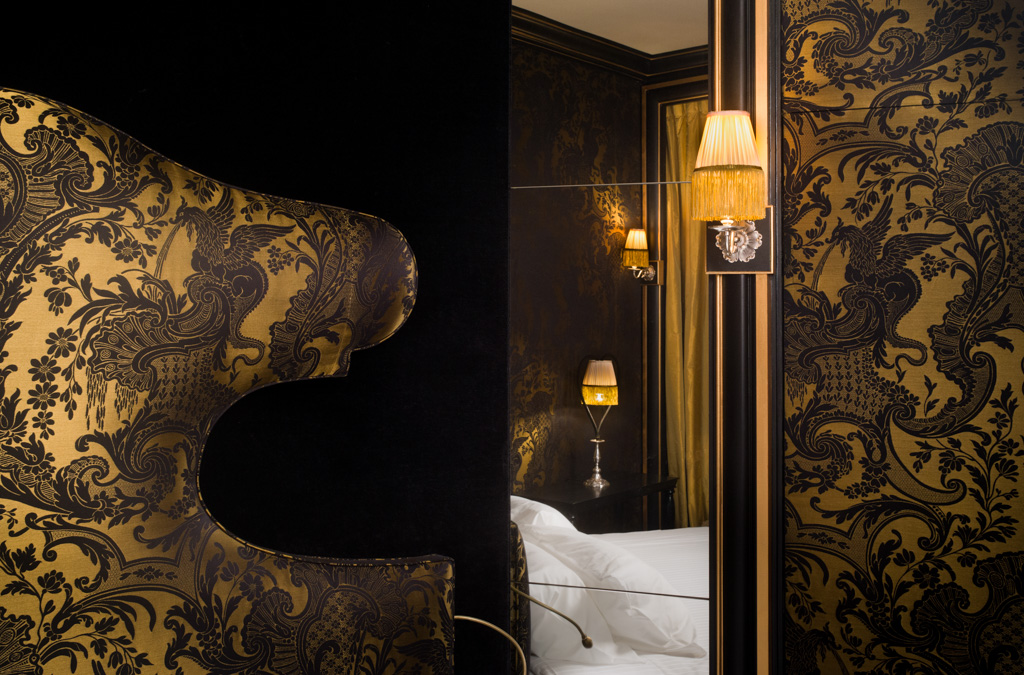
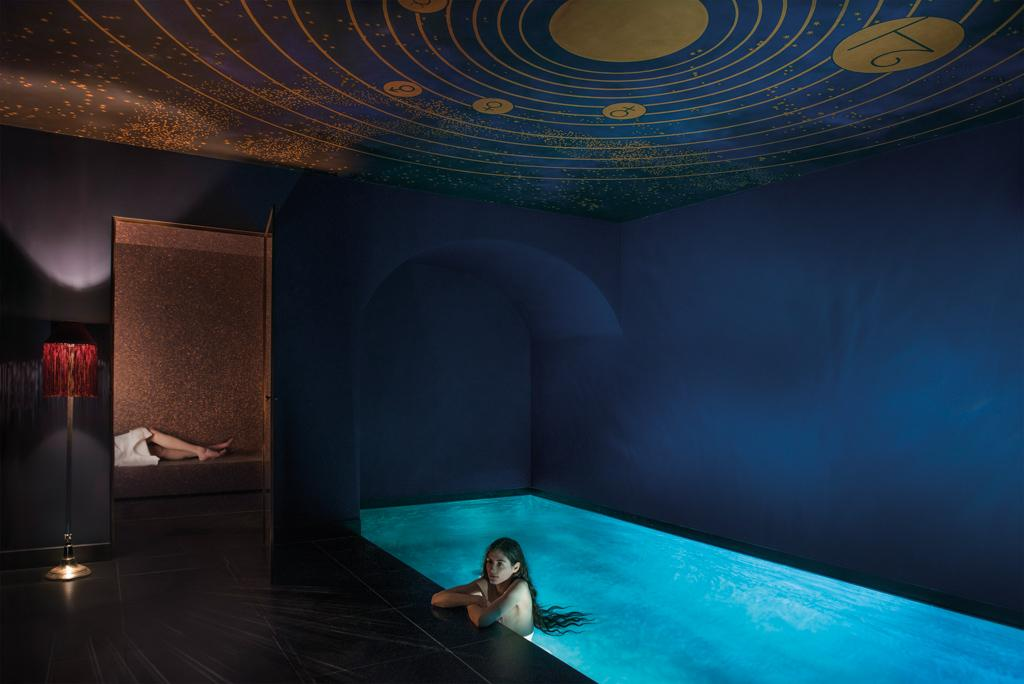
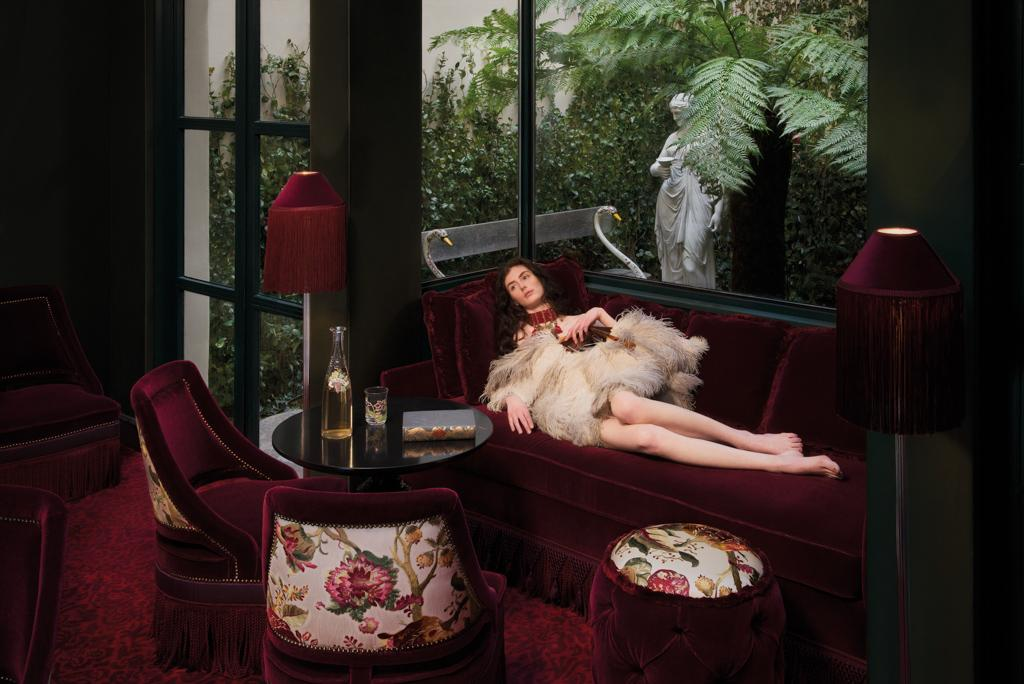